# Asgard (EP White Skull)
Asgard è il primo EP del gruppo musicale power metal italiano White Skull. Il tema portante sul quale si basa il disco sono i Vichinghi, ed è uscito poco prima dell'album dal quale è tratta la canzone Asgard, Tales from the North.
Si tratta dell'ultimo disco pubblicato per l'etichetta Underground Symphony.
In alcune tracce compare come ospite il cantante dei Grave Digger Chris Boltendahl.

## Tracce
1. Asgard
2. Hagen the Cruel
3. Tears By the Firelight (Cover degli Stormwitch)
4. Adramelch (Cover degli Adramelch)

## Formazione
- Tony Fontò – chitarra ritmica
- Alex Mantiero - batteria
- Federica De Boni - voce
- Fabio Pozzato - basso
- BB Nick Savio – chitarra solista